# Шеуджен, Асхад Хазретович
Асхад Хазретович Шеуджен (род. 5 января 1952) — советский и российский агрохимик. Доктор биологических наук, профессор, академик РАН по Отделению сельскохозяйственных наук (2016).
Заслуженный деятель науки Российской Федерации, Кубани и Республики Адыгея, почётный работник высшего профессионального образования Российской Федерации, Герой труда Кубани

## Биография
Асхад Хазретович родился 5 января 1952 года в ауле Эдепсукай-I Адыгеи. Отец Шеуджен Хазрет Юсуфович — агроном по садоводству и виноградарству. Мать Шеуджен (Хут) Гошнаг Юсуфовна — работник сельского хозяйства.
Окончил Эдепсукайскую среднюю школу (1969). После службы в рядах Советской армии (1970—1972) поступил на агрономический факультет Кубанского сельскохозяйственного института (1972—1977). Окончив институт с отличием, по распределению поехал работать в Тульскую область. В 1981—1984 годах — аспирант Всесоюзного научно-исследовательского института риса. В 1985 году в диссертационном совете Всесоюзного НИИ удобрений и почвоведения им. Д. Н. Прянишникова защитил диссертацию «Рост, развитие и продуктивность риса в зависимости от обеспеченности его медью» на учёную степень кандидата биологических наук. В 1992 году защитил диссертацию «Микроэлементы в питании и продуктивности риса в условиях Краснодарского края» на учёную степень доктора биологических наук.

## Труды: монографии, учебники и учебные пособия
- Физиология питания риса
- Биогеохимия
- Агрохимия
- Страницы Жизни
- Теория и практика применения микроудобрений в рисоводства
- Земля Адыгов
- Полегание риса
- Адыги — учёные Кубани
- Рекреационные ресурсы Адыгеи
- На службе земли Кубанской
- Экология северного Кавказа: водные и климатические ресурсы
- Народная энциклопедия земледельца
- Труженики науки Адыгеи
- Альгофлора рисовых полей
- Приёмы повышения полевой всхожести семян и урожайности риса
- Генералиссимус Советского Союза Иосифа Виссарионовича Сталина
- Происхождение, распространение и история возделывания культурных растений Северного Кавказа
- Зарождение и развитие земледелия на Северном Кавказе
- Диетические и лечебные свойства культурных растений Северного Кавказа
- Агроэкологические основы установления норм азотных удобрений в рисоводстве
- Теория и практика применения кремневых удобрений на посевах риса во главе Адыгеи
- Эколого-генотические и агрохимические основы повышения качества зерна
- Патриарх Кубанской аграрной науки
- Кальций в питании и продуктивности риса
- Удобрение риса
- История Агрохимии
- Железо в питании и продуктивности риса
- Диетология риса
- Удобрения, почвенные грунты и регуляторы роста растений
- Сорные растения Северного Кавказа: биология, экология, вредоносность, меры борьбы
- Система рисоводства Краснодарского края
- Агрохимия в России
- Ректор-созидатель
- Агрохимия микроэлементов в рисоводстве
- История аграрного образования на Кубани
- Флагман рисоводства в России
- Вождь
- Люцерна
- Органическое вещество почты и методы его определения
- Региональная агрохимия. Северный Кавказ
- Сокровища культуры Адыгеи
- Рисоводство России
- Физико-химические приёмы повышения полевой схожести семян и продуктивности рисового агроценоза
- Литий в питании и продуктивности риса
- Диагностика минерального питания в растениях
- Система удобрения
- Нормативно-правовая база землепользования, управления плодородия почв и функционирование агрохимического сервиса сельскохозяйственного производства Российской Федерации
- Кафедра агрохимии Кубанского государственного аграрного университета в потоке времени
- Сталин (в 3 книгах)
- Микроудобрения и регуляторы роста растений на посевах риса
- Экономическая и агроэкологическая эффективность удобрений
- Эколого-эконосическая оценка удобрений
- Патриарх почвы-озранного земледелия в России
- Агробиогеохмия
- Микроэлементы в системе удобрения рисового оборота
- История и методология агрохимии
- Кубанский госагроуниверситет на рубеже двух веков
- Органическое вещество почвы и его экологические функции
- Всероссийский научно-исследовательский институт риса: история и современность
- Удобрения и оценка экономической эффективности, их применения
- Питание и удобрение зерновых, крупяных и зернобобовых культур
- Потери элементов питания растений агробиогеохимического круговорота веществ и способы их минимизации
- Питание и удобрение овощных культур
- Питание и удобрение кормовых культур, сенокосов и пастбищ
- Агрохимические основы применения удобрений
- Питание и удобрение овощных культур
- Почвы мира и оценки их продуктивности
- Удобрения и оценка экономической эффективности их применения
- Нормативно-правовые основы управления плодородием почв
- Питание и удобрение технических и кормовых культур
- Агроэкологическая оценка применения удобрений в Адыгеи
- Методика Агрохимических исследований
- Агрохимия чернозёма
- Методика агрохимических исследований и статистическая оценка их результатов
- Потери элементов питания растений
- Минеральное питание и удобрение люцерны
- Экспериментальная агрохимия
- Фундаментальная агрохимия
- Фосфор и методы его определения
- Теория и практика применения микро- и ултрамикроудобрений в рисоводстве
- Калий и методы его определения
- Главный агрохимик эпохи
- Прикладная агрохимия
- Поликомпонентные удобрения на посевах риса
- Агрохимические средства оптимизации морального питания растений и экономическая оценка эффективности их применения
- Агробиогеохимия чернозёма
- Магний и методы его определения
- Экологическая агрохимия
- Региональная агрохимия
- Мой учитель — академик Алёшин
- Сера и методы его определения
- Агрохимия: термины и определения
- Цинк и методы его определения
- Агрохимия цинка в рисовом агроцинозе
- Агрохимический анализ почв
- Эколого-агрохимическое состояние почв рисовых агроландшафтов
- Агрохимия и физиология сеникации в рисовом агроцинозе
- Александр Александрович Шмук
- Агрохимия меди в рисовом агроценозе
- Удобрение озимой пшеницы в рисовом севообороте
- Агрохимия фосфогипса в рисовом агроценозе
- Дорога длиною в сто лет
- Иван Тимофеевич Трубилин
- Частицы их знаний искрятся в каждом из нас
- Удобрения кукурузы в рисовом севообороте
- Азот и гумус: методы их определения
- Кремний и методы её определения
- Медь и методы её определения
- Проблема азота в рисоводстве
- Теория и практика применения серных удобрений в агроценозах Северо-Западного Кавказа
- Удобрение сои при выращивании на чернозёме выщилоченном в рисовой луговочернозёмной почве
- Удобрение рапса озимого в рисовом севообороте
- и удобрение подсолнечника на чернозёме выщелачинном
- Novel Methods for Monitoring and Managing Land and Water Resources in Siberia
- Novel Measurement and Assessment Tools for Monitoring and Management of Land and Water Resources in Agricultural Landscapes of Central Asia
- Exploring and Optimizing Agricultural Landscapes
- Агрохимия
- Адыги (В 2 томах)
- Страницы жизни

## Награды
- 1972 — Награждён похвальным листом командования войсковой части 55485 Министерства обороны СССР.
- 1972 — Награждён нагрудным знаком «50 лет Кубанскому сельскохозяйственному институту».
- 1977 — награждён Почётной грамотой Кубанского сельскохозяйственного института.
- 1984 — Награждён Почётной грамотой Прикубанского райкома ВЛКСМ г. Краснодара.
- 1985 — Защитил диссертацию на степень кандитата биологических наук (ВНИА имени Д. Н. Прянишникова)
- 1986 — Награждён Почётной грамотой Прикубанского райкома ВЛКСМ г. Краснодара.
- 1987 — Награждён Почётной грамотой Краснодарского краевого комитета ВЛКСМ.
- 1992 — Защитил диссертацию на степень доктора биологических наук (ВНИА имени Д.Н Прянишникова).
- 1995 — ВАК Российской Федерации присвоил учёное звание профессор по специальности агрохимия.
- 1999 — Присвоено почётное звание «Заслуженный деятель Республики Адыгея».
- 2000 — Награждён Дипломом лауреата творческого конкурса Союза журналистов Республики Адыгея.
- 2000 — награждён Почётной грамотой Министерства образования и науки Республики Адыгея.
- 2001 — Присуждена Премия администрации Краснодарского края в области науки.
- 2001 — Награждён Дипломом лауреата краевого конкурса на лучший инновационный проект среди преподавателей высших учебных заведений Краснодарского края и медалью «Гордость Науки Кубани».
- 2002 — Награждён почётной грамотой Государственного Совета — Хасэ Республики Адыгея.
- 2002 — Награждён Почётной грамотой Российской академии сельскохозяйственных наук.
- 2003 — Присвоено звание «Почётный гражданин города Адыгейска».
- 2004 — Присвоено почётное звание «Заслуженный деятель науки Российской Федерации».
- 2004 — Награждён Дипломом лауреата краевого конкурса на лучшую научную и творческую работу среди преподавателей высших учебных заведений Краснодарского края и медалью «Гордость Науки Кубани».
- 2004 — Награждён Дипломом Президиума Россельхозакадемии на лучшую завершённую научную разработку года.
- 2005 — Отмечен Благодарностью Администрации Краснодарского края.
- 2005 -Награждён диплом лауреата краевого конкурса на лучшую и творческую работу среди преподавателей высших учебных заведений Краснодарского края и медалью «Гордость Науки Кубани».
- 2006 — Награждён медалью «За выдающийся вклад в развитии Кубани» 3 степени.
- 2006 — Награждён Дипломом лауреата краевого конкурса на лучшую и творческую работу среди преподавателей высших учебных заведений Краснодарского края и медалью «Гордость науки Кубани».
- 2006 — Награждён Дипломом конкурса Фонда развития отечественного образования «Лучшая научная книга».
- 2007 — Отмечен благодарственным письмом главы администрации Краснодарского края.
- 2007 — Присуждена Государственная премия Республики Адыгея в области науки.
- 2007 — Присуждена Премия администрации Краснодарского края в области науки и образования.
- 2007 — Награждён Дипломом лауреата краевого конкурса на лучшую научную и творческую работу среди преподавателей высших учебных заведений Краснодарского края и медалью «Гордость науки Кубани».
- 2007 — Награждён Дипломом фонда развития отечественного образования «Лауреат конкурса на лучшую научную работу — за учебник Агрохимия».
- 2007 — Награждён Дипломом фонда развития отечественного образования «Лауреат конкурса на лучшую научную работу» — за монографию «История аграрного образования на Кубани».
- 2007 — Награждён Дипломом фонда развития отечественного образования «Лауреат конкурса на лучшую научную работу» — за книгу «Агрохимия в России».
- 2008 — Присвоено звание «Почётный гражданин Теучежского района Республики Адыгея».
- 2008 — Награждён Дипломом лауреата краевого конкурса на лучшую научную и творческую работу среди преподавателей высших учебных заведений Краснодарского края и медалью «Гордость науки Кубани».
- 2009 — Присуждена учёная степень доктора наук в области агрохимии и физиологии растений Оксфордской образовательной сети.
- 2009 — Отмечен Благодарностью Администрации Краснодарского края.
- 2009 — Избран действительным членом Европейской академии естественных наук.
- 2010 — Избран членом-корреспондентом Россельхозакадемии.
- 2010 — Присуждена Премия имени Д. Н. Прянишникова Российской федерации в области агрохимии.
- 2010 — Награждён медалью «Слава Адыгеи».
- 2011 — Награждён Дипломом лауреата краевого конкурса на лучшую научную и творческую работу среди преподавателей высших учебных заведений Краснодарского края и медалью «Гордость науки Кубани».
- 2011 — Присвоено почётное звание «Почётный работник высшего профессионального образования Российской Федерации».
- 2011 — Награждён диплом лауреата конкурса «Агрохимик года» в номинации "За вклад в развитие агрохимической науки.
- 2011 — Награждён медалью «За выдающийся вклад в развитие Кубани» 2 степени.
- 2011 — Награждён диплом и серебряной медалью Всероссийского выставочного центра.
- 2012 — Награждён медалью и серебряной медалью Всероссийского выставочного центра.
- 2012 — Награждён диплом заслуженный лауреат «Персона России».
- 2012 — Награждён почётной грамотой Законодательного собрания Краснодарского края.
- 2013 — Присвоено почётное звание «Заслуженный работник сельскохозяйственного производства Республики Адыгея».
- 2014 — Награждён диплом и медалью Муждународного фонда «Rotary international».
- 2015 — Награждён диплом и медалью Всероссийского выставочного центра.
- 2016 — Награждён диплом XX Московского салона изобретений и инновационных технологий «Архимед-2016».
- 2016 — Награждён Почётной грамотой администрации Краснодарского края.
- 2016 — Награждён диплом и медалью Европейской научно-промышленной палаты «Diploma di Merito».
- 2016 — Избран академиком Российской академии наук.
- 2016 — Награждён медалью «За выдающийся вклад в развитие Кубани» 1 степени.
- 2017 — Избран действительным членом Академии плодородия почв Митчерлиха (Германия).
- 2018 — Награждён диплом и серебряной медалью Всероссийского выставочного центра.
- 2018 — Присуждена общенациональная премия «Профессор года» в номинации «сельскохозяйственные науки».
- 2019 — Герой труда Кубани.
- 2020 — Награждён медалью «За вклад в развитие города Адыгейск»
- 2020 — Награждён дипломом первой степени XIV Международного конкурса научных работ в номинации «Научные статьи по почвоведению»
- 2021 — «За вклад в реализацию государственной политики в области научно-технологического развития»
- 2021 — Награждён почётной грамотой Прикубанского округа Краснодара
- 2021 — Награждён Дипломом за победу во Всероссийском конкурсе «Золотые имена Высшей школы» в номинации «За вклад в науку и образование»
- 2021 — Награждён дипломом и золотой медалью XVII Международного салона изобретений и новых технологий «Новое Время»
- 2021 — Награждён Дипломом и серебряной медалью Всероссийского выставочного центра «Золотая Осень»
- 2022 — Награждён почётным знаком Государственного Совета-Хасэ Республики Адыгея «Закон. Долг. Честь»
- 2022 — Награждён медалью «За вклад в развитие университета» (Майкопский государственный технологический университет)
- 2022 — Награждён почётной грамотой Кубанского ГАУ имени И. Т. Трубилина
- 2022 — Награждён почётной грамотой Российской академии наук
- 2022 — Награждён Дипломом 1 степени Кубанского государственного аграрного университета им. И. Т. Трубилина
- 2022 — Награждён медалью «100 лет Кубанскому государственному аграрному университету им. И. Т. Трубилина»
- 2022 — Утверждён председателем диссертационного совета Д 35.2.019.06 по специальностям 4.1.3. Агрохимия, агропочвоведение, защита и карантин растений (биологические науки, сельскохозяйственные науки), 4.1.5. Мелиорация, водое хозяйство и агрофизика (технические науики) при Кубанском государственном аграрном университете им. И. Т. Трубилина.
- 2022 — Удостоен звания «Почётный гражданин Тахтамукайского района Республики Адыгея».
- 2022 — Награждён юбилейной медалью «100-летие образования Республики Адыгея».
- 2022 — Удостоен почётного звания «Заведущий кафедрой года».
- 2022 — Награждён Золотой медалью и дипломом Всероссийского выставочного центра «Золотая осень».
- 2022 — Отмечен благодарностью Министра сельского хозяйства Российской Федерации.

- Премия Правительства Российской Федерации в области образования (2024 год) — за комплект учебных пособий «Агрохимия» для системы подготовки научных, научно–педагогических кадров, преподавателей–исследователей и обучающихся по агрономическому направлению в высших учебных заведениях Российской Федерации»[1].